# Автомонов Григорій Григорович
Григорій Григорович Автомонов (1793, Санкт-Петербург — 1850, Миколаїв) — військовий і державний діяч Російської імперії, полковник.

## Біографія
Народився в купецькій сім'ї. Отримав гарну домашню освіту і готувався продовжити навчання в комерційній школі німецького міста у Пфальці, але через початок війни з Наполеоном мрія не здійснилася. Записався добровольцем в санкт-петербурзьке ополчення, з 1812 служив солдатом в лейб-гвардії Гренадерському полку. За відмінність по службі був переведений в прапорщики. Учасник великих битв 1812—1814 років — від Бородінської до Паризької.

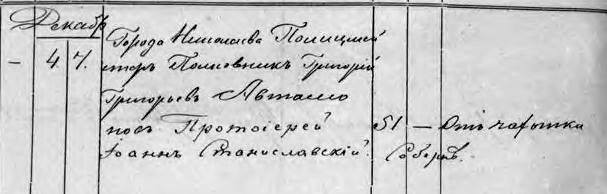
Метричні дані про смерть поліцмейстера.

В 1814 на кораблі «Принц Густав» ескадри віце-адмірала Романа Кроуна здійснив плавання від Любека до Кронштадта.
В 1827 в чині майора вступив до Чорноморського морського відомства, командував 12-м робочим екіпажем в місті Миколаєві.
З 1829 — поліцмейстер, з 1830 затверджений миколаївським поліцмейстером. У 1835 на основі першого плану попереднього поліцмейстера Павла Івановича Федорова  розробив проєкт найменуваннь вулиць Миколаєва (затвердженого Михайлом Петровичем Лазарєвим), розширивши його і доповнивши.
Помер на службі від сухоти 4 (16) грудня 1850 року.

## Автомонов і Казарський
16 червня 1833 року в Миколаєві раптово помер 35-річний герой російсько-турецької війни 1828—1829 років Олександр Казарський, що був направлений для проведення ревізії та перевірки тилових контор і складів в чорноморських портах. Начальник Третього відділення імператорської канцелярії і шеф жандармів Олександр Бенкендорф, що проводив розслідування, направив імператорові Миколі I записку, в якій повідомляв, що дядько Казарського Моцкевич, залишив йому в спадок 70 тисяч рублів, шкатулка з якими була розграбована за участю миколаївського поліцмейстера Автомонова. За свідченням графа Бенкендорфа, Казарський збирався відшукати винного. Бенкендорф стверджував, що Автомонов мав стосунки з дружиною капітан-командора Михайловою, приятелька якої, Роза Іванівна, мала близькі стосунки з якимсь аптекарем. Саме пообідавши у Михайлової, Казарський випив чашку кави і відчув себе погано, після чого помер. Своїм друзям, які, почувши про те, що Казарський помирає, негайно до нього приїхали, він тільки встиг сказати «Мерзотники мене отруїли», після чого помер у страшних муках. У своїй записці Бенкендорф також пише, що слідство Грейга у справі про смерть Казарського нічого не відкрило і інше слідство навряд чи буде успішним, оскільки Автомонов, участь якого у змові проти Казарського підозрював граф, є близьким родичем генерал-ад'ютанта Лазарєва.